# بيتر أوتل
بيتر أوتل (بالألمانية: Peter Öttl) هو متسابق دراجات نارية ألماني. نافس في سباقات بطولة العالم لفئة 125 سي سي ولفئة 50 سي سي. في سنة 1989 فاز بسباقين في الجائزة الكبرى وحل ثالثا خلف كل من مانويل هيريروس وستيفان دورفلينجر.

## روابط خارجية
- بيتر أوتل على موقع MotoGP.com (الإنجليزية)